# Gandamekar (Cikarang Barat)
Gandamekar is een bestuurslaag in het regentschap Bekasi van de provincie West-Java, Indonesië. Gandamekar telt 7019 inwoners (volkstelling 2010).